# Manuel Espinosa Yglesias
Manuel Espinosa Yglesias (Puebla, Puebla, 9 de mayo de 1909 - Ciudad de México, 8 de junio de 2000) fue un empresario y filántropo mexicano, gerente general de COTSA hasta 1960 y director general de Bancomer de 1959 hasta 1982, cuando se decretó la nacionalización de la banca privada mexicana. Su legado filantrópico se tradujo en la creación de varias fundaciones.

## Trayectoria

### En la industria cinematográfica: COTSA
El padre de Manuel Espinosa Yglesias murió cuando él tenía 20 años, y desde entonces tomó las riendas de las empresas familiares, que comprendían 5 salas de cine en los estados de Puebla y Tlaxcala. A los 30 años de edad, Manuel Espinosa Yglesias se asoció con William O. Jenkins para formar una empresa de exhibición cinematográfica que, con el tiempo, adquirió el control de la Compañía Operadora de Teatros (COTSA), la cual llegó a abarcar prácticamente todo el territorio nacional. Espinosa fue su gerente general hasta 1960.

## En la banca: Banco de Comercio (Bancomer)
En 1950, Manuel Espinosa Yglesias ingresó al Consejo de Administración del Banco de Comercio (Bancomer) como consejero sustituto de William O. Jenkins, su socio en el negocio de los cines, quien tenía entonces el 41% de las acciones del banco. Después de comprar acciones de diversos accionistas, Espinosa Yglesias adquirió de Guillermo Jenkins en 1955, mediante el intercambio de una parte importante de sus intereses en la industria cinematográfica, sus acciones del Banco de Comercio para convertirse en su accionista mayoritario y presidente del Consejo de Administración en 1958. En 1959 recibió el nombramiento de director general de la institución.
Una de sus primeras acciones como director consistió en afiliar a 23 bancos de la República, para constituir el Sistema Bancos de Comercio, y así vincular a los empresarios más importantes del interior del país. Para estrechar estas relaciones Espinosa Yglesias visitaba frecuentemente las ciudades en donde funcionaban los bancos afiliados así como a los consejeros regionales y las autoridades locales. En 1957 Manuel Espinosa Yglesias decidió establecer la Financiera, la Sociedad Hipotecaria, la Inmobiliaria y la Aseguradora Bancomer como instituciones hermanas de Banco de Comercio (ya para entonces denominado Bancomer), independientes pero haciendo funciones de banca múltiple, como lo permitía la ley en aquel tiempo. Ello le permitió multiplicar sus utilidades en pocos años y ganar mercado. Con los años, el Sistema Bancos de Comercio llegaría a cubrir todo el país a través de sus bancos afiliados, convirtiéndose en el banco más importante de México y, tiempo después, de América Latina.[cita requerida]
En aquellos años fue pionero en el uso de la publicidad comercial para promover el banco y desarrolló sus sistemas de cómputo para poder manejar grandes números de clientes, aún aquellos con ingresos medios y hasta bajos. Por años siguió una política de reinversión de utilidades lo que apuntaló el crecimiento del banco. En los años 60 acuñó la frase: “Es preferible tener socios que acreedores”, en el sentido de que era mejor para México fomentar la inversión extranjera que permitir que continuara el endeudamiento externo.

### La Asociación de Banqueros de México
La Asociación de Banqueros de México se estableció en 1928 para defender los intereses de los banqueros. Hasta antes de la expropiación bancaria, los banqueros líderes de la asociación, y en particular de aquellos bancos que tenían cobertura nacional y consejos regionales, se volvieron los interlocutores del sector privado con el gobierno federal, al contar como consejeros a los empresarios más importantes del país. Espinosa Yglesias fue presidente de la Asociación de Banqueros de México (ABM) en dos ocasiones (1965 y 1971). Tanto en su calidad de presidente de los banqueros como en la de director general de Bancomer y también como ciudadano, usó la palestra en múltiples foros académicos, profesionales, de clubes de servicio y de la prensa en general (discursos) para promover sus ideas sobre la empresa, la economía, la sociedad y los problemas fundamentales de México. En 2003 la organización cambió su nombre a Asociación de Bancos de México.

### José López Portillo y la estatización de la banca en México
El presidente José López Portillo decretó la nacionalización de la banca en México el primero de septiembre de 1982, sólo tres meses antes de concluir su mandato. Ya en el gobierno de Miguel de la Madrid Hurtado se llevó a cabo la indemnización correspondiente al proceso expropiatorio. Los bancos fueron pagados con base en su valor en libros y Bancomer fue el banco de mayor valor al momento de la expropiación. A Espinosa Yglesias no se le permitió adquirir las empresas de Bancomer que le interesaban con los bonos de indemnización bancaria que le habían dado tras la estatización. Para minimizar la pérdida que había tenido, Manuel Espinosa Yglesias decidió vender todos sus intereses empresariales y se concentró en su labor filantrópica.
Cuando la banca fue reprivatizada al inicio de los años noventa, Manuel intentó nuevamente comprar Bancomer, asociándose con los antiguos consejeros regionales, pero no obtuvo la anuencia de las autoridades. Además, él consideraba que los bancos se estaban vendiendo a un precio muy por encima de su valor real, y que ello les acarrearía problemas financieros y alta vulnerabilidad. A la postre, esto resultó profético, ya que casi todos los bancos mexicanos terminaron vendiéndose a extranjeros tras la crisis del peso de 1994-1995.
En sus últimos años fue muy vocal en sus críticas a la hegemonía del Partido Revolucionario Institucional y resaltó la importancia del estado de derecho, con división de poderes efectiva y con límites al poder.

## Fundaciones y filantropía
En 1963 Manuel Espinosa Yglesias se convirtió en el presidente de la Fundación Mary Street Jenkins. En 1979 estableció la Fundación Amparo en memoria de su esposa, Amparo Rugarcía, utilizando para ello su propio dinero y no los recursos de sus empresas, como se acostumbra ahora. Algunas de sus proyectos más importantes fueron la recuperación del centro histórico de la Ciudad de México, las excavaciones del Templo Mayor de la Ciudad de México y el Museo Amparo en la Ciudad de Puebla, fundado en febrero de 1991. Del legado de Don Manuel se deriva la Fundación Espinosa Rugarcía (Fundación ESRU), que a su vez fundó el Centro de Estudios Espinosa Yglesias (CEEY) en 2005. Como presidente de ambas fundaciones, que en su tiempo fueron las que manejaban más recursos económicos del país, don Manuel promovió el desarrollo de instituciones educativas, de asistencia social, de salud, de rescate cultural y del desarrollo de miles de jóvenes como becarios. Hoy en día sigue en pie la escuela fundada en su honor, el Centro Escolar Manuel Espinosa Yglesias, ubicado en la avenida Manuel Alonso colonia Santa Margarita, en la Ciudad de Puebla.
En 1994 nombró a su hija, Ángeles Espinosa Yglesias Rugarcía, presidenta vitalicia de la Fundación Amparo, quien la presidió hasta el día de su fallecimiento; actualmente preside la Fundación Amparo el hijo de Ángeles Espinosa, Javier Alonso Espinosa. Su hija mayor, Amparo Espinosa Rugarcía, es la presidenta de la Fundación Espinosa Rugarcía y de la organización Demac. Su tercer hija Guadalupe dirige actualmente la clínica Monte Fénix, donde se ofrecen servicios psicoterapéuticos y de atención a la salud a personas con problemas relacionados con las adicciones.

### Liberalismo y sentido social: los derechos de la mujer
El pensamiento de Manuel Espinosa Yglesias era liberal y tenía un profundo sentido social. Creía que el mercado era la mejor manera de promover el desarrollo de un país y estructurar la economía, pero al mismo tiempo consideraba que el Estado debía intervenir cuando fuera necesario para asegurar su efectividad para el bien general. Consideraba también que la competitividad y la productividad son los motores del crecimiento, y que era indispensable impulsar la educación para permitir el avance de las personas y la movilidad social. Pensaba que la inflación afecta principalmente a los más pobres y desquicia el sistema económico, por lo que es necesaria la disciplina fiscal y los estímulos permanentes a la inversión para acelerar el crecimiento y la generación de empleo bien remunerado. Creía que era indispensable abatir la pobreza a través de brindar oportunidades a la población, abrir opciones de desarrollo para mujeres y hombres. Su intereses abarcaban también los derechos y prerrogativas de la mujer mucho antes de que estos temas estuvieran en boga, y tenía la convicción de que el ser humano debe desarrollar la totalidad de sus facetas. Fue a partir de estas convicciones como se fueron generando las ideas que años después llevarían a la creación, en la siguiente generación, de la Fundación Demac.